# John Magaro
 (janvier 2020).
John Magaro, né le 16 février 1983 à Akron (Ohio), est un acteur américain. Il est connu pour avoir joué des rôles secondaires dans les films Carol, The Big Short : Le Casse du siècle ou encore Overlord ; ainsi que dans les séries Orange Is the New Black et Jack Ryan. En 2020, il tient l'un des deux rôles principaux du western First Cow.

## Biographie
John Magaro est le fils de James et Wendy Magaro, tous les deux professeurs. L'intérêt de Magaro pour le jeu d'acteur apparaît dans son enfance, en jouant des sketchs dans le salon de ses parents et en créant une émission de radio humoristique lors de son camp d'été à Camp Wise. Il participe à une production de Peter Pan lors de son passage à la Cleveland Play House. Il déménage à New-York à 22 ans et tourne notamment dans New-York, police judiciaire et plusieurs films.
Sa carrière prend un tournant avec ses rôles dans Orange is the New Black, Not Fade Away ou encore The Big Short et lui permettent d'accéder à la notoriété.

## Filmographie

### Cinéma
- 2005 : Prisoners of War (court métrage) de George Nicholis : Un prisonnier
- 2006 : Level Red d'Abhay Sofsky : Putski
- 2007 : Bomb de Ian Olds : Smack
- 2007 : À vif (The Brave One) de Neil Jordan : Ethan
- 2007 : La Vie devant ses yeux (The Life Before Her Eyes) de Vadim Perelman : Michael Patrick
- 2008 : Assassinat d'un président (Assassination of a High School President) de Brett Simon (en) : Cipriato
- 2008 : We Pedal Uphill de Roland Tec (en) : Kyle
- 2009 : The Box de Richard Kelly : Charles
- 2010 : My Soul to Take de Wes Craven : Alex
- 2011 : Down the Shore de Harold Guskin : Martin
- 2012 : Love and Other Lessons (Liberal Arts) de Josh Radnor : Dean
- 2012 : Not Fade Away de David Chase : Douglas Damiano
- 2013 : Deep Powder de Mo Ogordnik : Cota
- 2014 : Invincible (Unbroken) d'Angelina Jolie : Frank A. Tinker
- 2015 : Don't Worry Baby de Julian Branciforte : Robert Lang
- 2015 : Carol de Todd Haynes : Dannie
- 2015 : The Big Short : Le Casse du siècle (The Big Short) d'Adam McKay : Charlie Teller
- 2016 : The Finest Hours de Craig Gillespie : Ervin Maske
- 2017 : War Machine de David Michôd : Cory Staggart
- 2017 : Marshall de Reginald Hudlin : Irwin Friedman
- 2018 : Overlord de Julius Avery : Lyle Tibbet
- 2019 : First Cow de Kelly Reichardt : Cookie Figowitz
- 2021 : The Birthday Cake de Jimmy Giannopoulos : Le cousin Joey
- 2021 : Lansky d'Eytan Rockaway : Meyer Lansky jeune
- 2021 : Many Saints of Newark - Une histoire des Soprano (The Many Saints of Newark) d'Alan Taylor : Silvio Dante
- 2022 : Call Jane de Phyllis Nagy  : l'inspecteur Chilmark
- 2022 : Showing Up de Kelly Reichardt : Sean
- 2023 : Past Lives de Celine Song : Arthur
- 2023 : Big George Foreman de George Tillman Jr. : Desmond
- 2023 : LaRoy de Shane Atkinson : Ray
- 2024 : September 5 de Tim Fehlbaum : Geoffrey Mason
- 2025 : The Mastermind de Kelly Reichardt  : Fred
- 2025 : Omaha de Cole Webley : le papa
- 2025 : Materialists de Celine Song : Mark P.
- 2025 : Au rythme de Vera (Köln 75) de Ido Fluk : Keith Jarrett
- 2026 : The Bride de Maggie Gyllenhaal

### Télévision
- 2006 : Conviction : Jiggy
- 2007 : New York, police judidicaire (Law and Order) : Nathan Gersh
- 2009 : L'Honneur d'un Marine (Taking Chance) de Ross Katz : Rich Brewer (téléfilm)
- 2010 : New York, unité spéciale (Law and Order: Special Victims Unit), saison 11, épisode 19 : Andrew Hingham
- 2011 : Body of Proof : Chuck Foster
- 2012 : Person of Interest : Carl Elias à 22 ans
- 2013 : The Greatest Event in Television History (en) : Paul
- 2015-2019 : Orange Is the New Black : Vince Muccio
- 2015-2016 : The Good Wife : Roland Hlavin
- 2015 : New York, unité spéciale (Law and Order: Special Victims Unit), saison 17, épisode 4 : Keith Musio
- 2016 : Angie Tribeca : Snick
- 2016 : Crisis in Six Scenes : Alan Brockman
- 2018 : Jack Ryan : Victor Polizzi
- 2019 : The Umbrella Academy : Leonard Peabody / Harold Jenkins
- 2024 : The Agency : Owen